# 220 Stephania
A 220 Stephania a Naprendszer kisbolygóövében található aszteroida. Johann Palisa fedezte fel 1881. május 19-én.